# Чиклана, Фелисиано
Фелисиано Антонио Чиклана (исп. Feliciano Antonio Chiclana; 9 июня 1761, Буэнос-Айрес — 17 сентября 1826, Буэнос-Айрес) — аргентинский юрист, военный и судья.

## Биография
Фелисиано Антонио Чиклана родился в Буэнос-Айресе 9 июня 1761 года, в семье Диего Чикланы Куэнки и Марии Маргариты Хименес де Пас Маркес. Он учился в колледже Сан-Карлос, а в 1783 году получил диплом юриста в Чилийском университете.
В 1791 году он вернулся в Буэнос-Айрес, где стал секретарем совета (кабильдо) Буэнос-Айреса. Во время британских вторжений в Рио-де-ла-Плата в 1806 году он сражался в качестве капитана 1-го пехотного полка патрициев. После отвоевания города он присоединился к партии генерала Корнелио Сааведры.
В 1810 году он помогал в планировании Майской революции в качестве юридического советника кабильдо (совета) Буэнос-Айреса. Он был частью группы умеренных, которые хотели, чтобы Кабильдо взял на себя командование правительством во время вторжения Наполеона в Испанию, только чтобы позже вернуть его испанской короне. Поэтому 22 мая 1810 года он проголосовал за смещение вице-короля.
Первая хунта назначила его контролером Вспомогательной армии Верхнего Перу в звании полковника, а в августе 1810 года он был назначен губернатором провинции Сальта (ныне провинция Жужуй).
В ноябре 1810 года он получил приказ из Буэнос-Айреса покинуть свой нынешний пост и занять новый пост в качестве нового губернатора Потоси, а в 1811 году он вернулся в Буэнос-Айрес и стал частью Первого триумвирата вместе с Хуаном Хосе Пасо и Мануэлем де Сарратеа. Он был триумвиром, пока не был свергнут 8 октября 1812 года.
В ноябре 1812 года Фелисиано Чиклана был снова назначен губернатором Сальты, где он тесно сотрудничал с Мануэлем Бельграно во время второй кампании в Верхнем Перу. Он отчитывался перед правительством Буэнос-Айреса, поскольку жители Сальты вывесили современный флаг Аргентины во время третьего празднования Майской революции. Он оставался губернатором Сальты до 26 октября 1813 года, когда его сменил Франсиско Фернандес де ла Крус.
В период с 1814 по 1816 год он отвечал за снабжение Вспомогательной армии Верхнего Перу.
В 1817 году Фелисиано Чиклана столкнулся с политическим противодействием со стороны верховного директора Хуана Мартина де Пуэйрредона и был сослан в Балтимор в США. В 1818 году ему разрешили вернуться в Аргентину, но затем его снова сослали, на этот раз в Мендосу, но из-за болезни он не смог совершить поездку.
В 1819 году, сохранив звание полковника, он получил приказ на свою последнюю миссию — вести мирные переговоры с местным племенем Ранкель. Ему удалось заключить мирный договор с племенем.
Фелисиано Чиклана вышел в отставку из армии в 1822 году и умер в Буэнос-Айресе в сентябре 1826 года. Он похоронен на кладбище Ла-Реколета в Буэнос-Айресе.

## Семья
В 1799 году Фелисиано Чиклана женился на Микаэле Хуане Алькарас Пинтос (род. 1772), от брака с которой у него было восемь детей:
- Фелисиано Мариано Чиклана Алькарас
- Маркос Хосе Чиклана Алькарас
- Мануэла Бенита Чиклана Алькарас
- Энкарнасьон Чиклана Алькарас
- Мария Маргарита Энкарнасьон Чиклана Алькарас
- Бернардо Чиклана Алькарас
- Томаш Хосе Чиклана Алькарас
- Либерата Микаэла Чиклана Алькарас